# آبشار نوهسن‌گیتهیانگ
آبشار نوهسن‌گیتهیانگ (به انگلیسی: Nohsngithiang Falls) آبشاری است که در مگالایا، هند واقع شده و ارتفاع کلی ریزشگاه آن ۳۱۵ متر (۱٬۰۳۳ فوت) است.

## نگارخانه

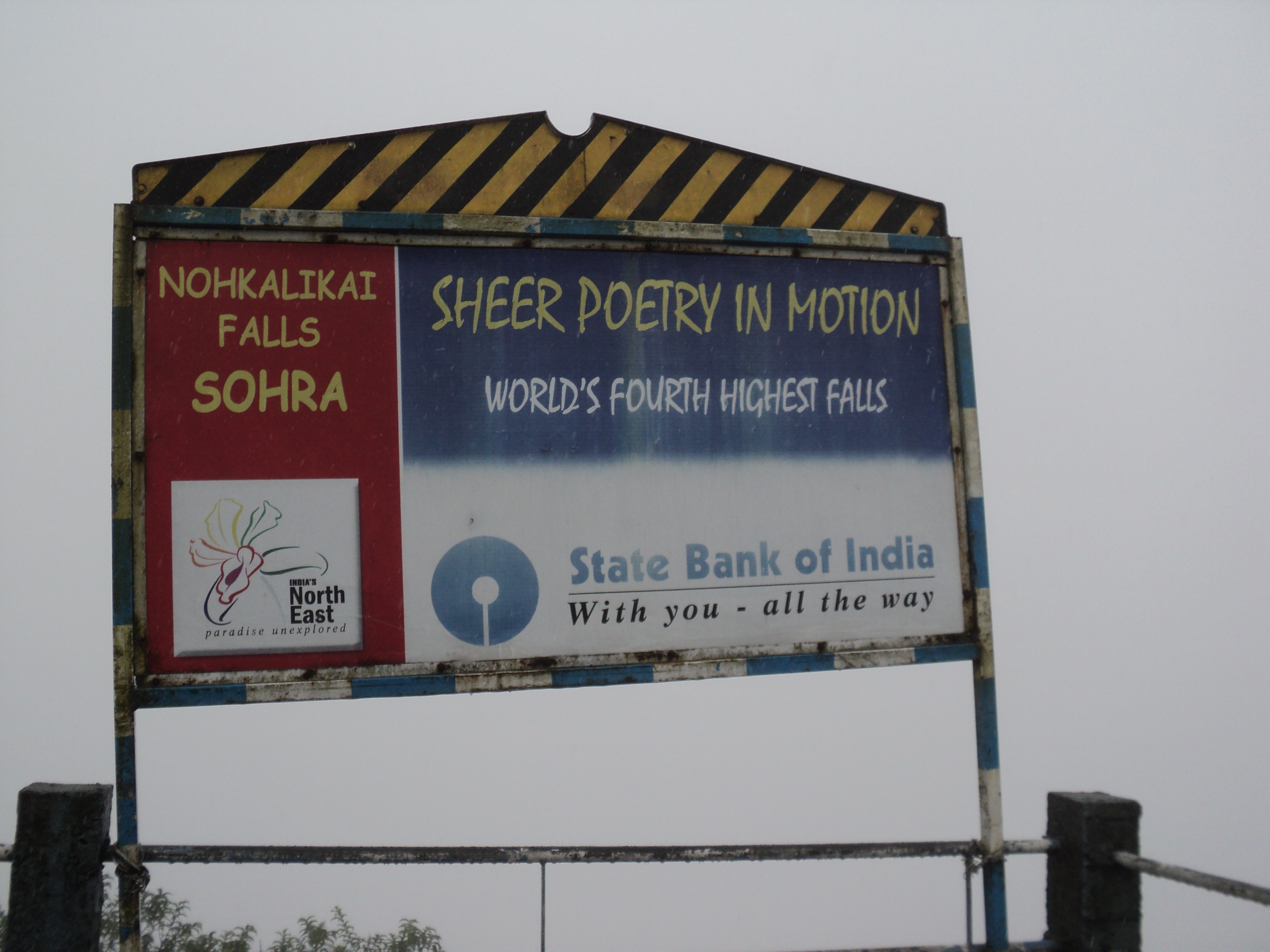
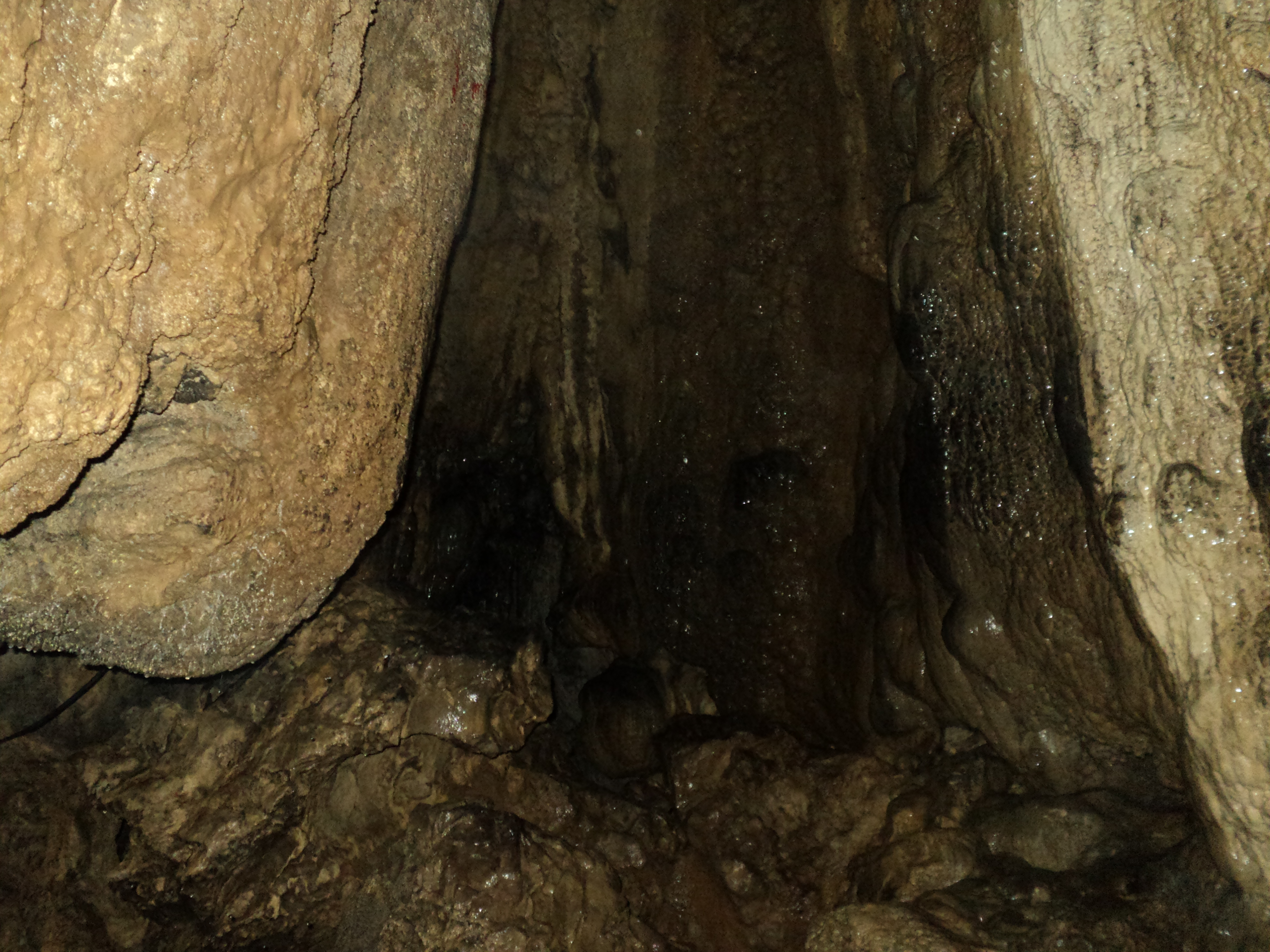